# Aeroportul Municipal Burns
Aeroportul Municipal Burns (IATA: BNO, ICAO: KBNO, FAA LID: BNO) este un aeroport din Oregon, Statele Unite ale Americii ce deservește zona Burns⁠(d). Aeroportul a fost tranzitat în 2017 de 46 de pasageri. A fost numit după zona deservită.
Situat la o altitudine de 1.268 m, aeroportul dispune de 2 piste.

## Infrastructură

### Piste
Aeroportul dispune de 2 piste. Pista 03/21 are suprafața de beton și dimensiunile 4.600 picioare × 60 picioare. Pista 12/30 are suprafața de beton și dimensiunile 5.100 picioare × 75 picioare. 